# Trijodthyronin

Chemická struktura Trijodthyroninu

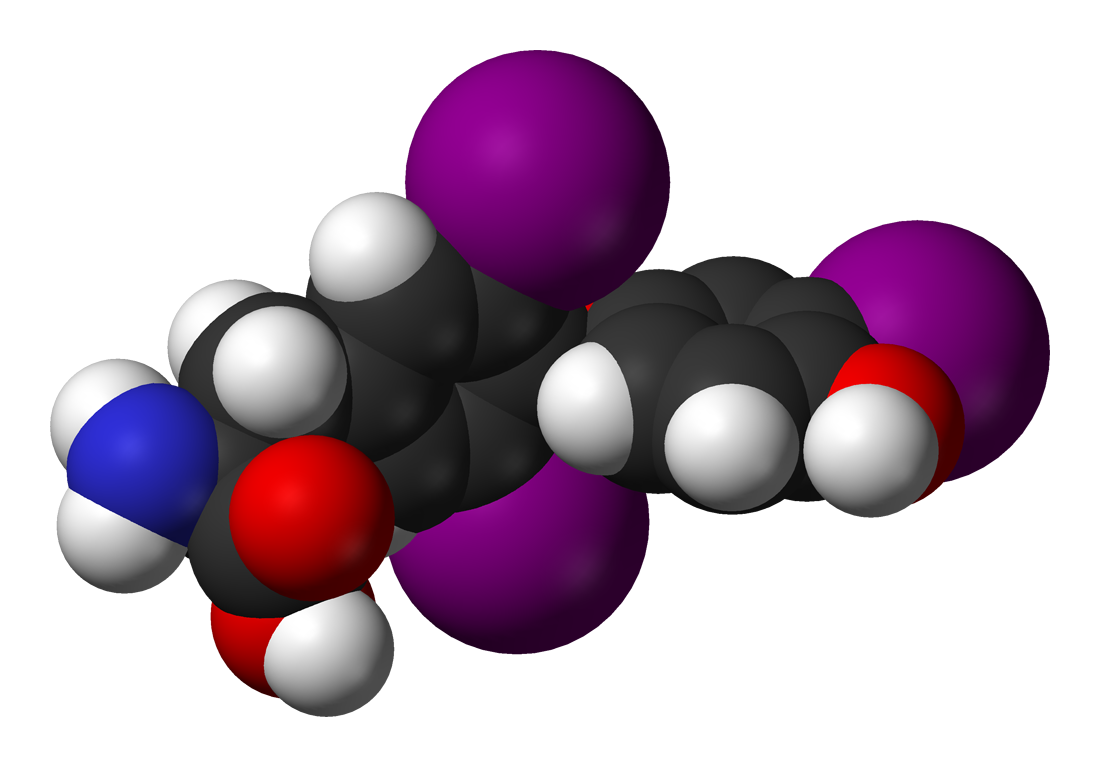
3D struktura Trijodthyroninu (T3)

Trijodthyronin (T3) je hormon štítné žlázy, který vzniká převážně dejodací thyroxinu (T4). Ovlivňuje oxidace v lidském těle, termoregulaci a urychluje odbourávání tuků a sacharidů v organismu.

## Referenční intervaly

### Trijodthyronin celkový T3
Normální hodnoty: 0,9–3,0 nmol/l

### Trijodthyronin volný fT3
Normální hodnoty: 3,4–6,3 pmol/l
Zdroj: http://www.ordinace.cz/laboratorni-hodnoty/